# Weißer Kogel
Weißer Kogel är en bergstopp i Österrike. Den ligger i distriktet Imst och förbundslandet Tyrolen, i den västra delen av landet. Toppen på Weißer Kogel är 3 407 meter över havet.
Den högsta punkten i närheten är Wildspitze, 3 774 meter över havet, 3,1 km väster om Weißer Kogel. Närmaste samhälle är Vent (del av Sölden), söder om Weißer Kogel. 
Trakten runt Weißer Kogel består i huvudsak av kala bergstoppar och isformationer.